# Oregon Route 542
Az Oregon Route 542 (OR-542) egy oregoni állami országút, amely észak–déli irányban a powersi Railroad Avenuetól a 42-es út Myrtle Point-i csomópontjáig halad.
A szakasz Powers Highway No. 242 néven is ismert.

## Leírás
A szakasz a powersi Railroad Avenue keleti végpontjánál kezdődik. Miután nyugat felé a város túlsó oldalára ér át, kétszer keresztezi a Coquille-folyót, ezután annak keleti partját követi. A pálya Gaylordon és Broadbenten áthaladva északkeletre fordul, végül a 42-es út Myrtle Pointtól délkeletre fekvő rámpáinál ér véget.